# Толетт (Арканзас)
Толетт (англ. Tollette) — місто (англ. town) в США, в окрузі Говард штату Арканзас. Населення — 185 осіб (2020).

## Географія
Толетт розташований на висоті 110 метрів над рівнем моря за координатами 33°49′5″ пн. ш. 93°53′49″ зх. д. / 33.81806° пн. ш. 93.89694° зх. д. (33.818053, -93.897051).  За даними Бюро перепису населення США в 2010 році місто мало площу 2,46 км², уся площа — суходіл.

## Демографія
Згідно з переписом 2010 року, у місті мешкало 240 осіб у 106 домогосподарствах у складі 66 родин. Густота населення становила 98 осіб/км².  Було 136 помешкань (55/км²). 
Расовий склад населення:
| - 96,7 % — чорних або афроамериканців - 2,9 % — білих - 0,4 % — корінних американців |

До двох чи більше рас належало 0,0 %. Іспаномовні складали 0,0 % від усіх жителів.
За віковим діапазоном населення розподілялося таким чином: 21,2 % — особи молодші 18 років, 59,2 % — особи у віці 18—64 років, 19,6 % — особи у віці 65 років та старші. Медіана віку мешканця становила 43,2 року. На 100 осіб жіночої статі у місті припадало 84,6 чоловіків;  на 100 жінок у віці від 18 років та старших — 80,0 чоловіків також старших 18 років.
Середній дохід на одне домашнє господарство  становив 33 615 доларів США (медіана — 27 250), а середній дохід на одну сім'ю — 41 807 доларів (медіана — 41 429). За межею бідності перебувало 14,3 % осіб, у тому числі 14,3 % дітей у віці до 18 років та 15,4 % осіб у віці 65 років та старших.
Цивільне працевлаштоване населення становило 128 осіб. Основні галузі зайнятості: виробництво — 55,5 %, освіта, охорона здоров'я та соціальна допомога — 28,9 %, оптова торгівля — 4,7 %, публічна адміністрація — 3,9 %.
За даними перепису населення 2000 року в Толетті проживало 324 особи, 90 сімей, налічувалося 136 домашніх господарств і 149 житлових будинків. Середня густота населення становила близько 135 осіб на один квадратний кілометр. Расовий склад Толетта за даними перепису розподілився таким чином: 0,62 % білих, 98,46 % — чорних або афроамериканців, 0,93 % — представників змішаних рас.
З 136 домашніх господарств в 24,3 % — виховували дітей віком до 18 років, 33,8 % представляли собою подружні пари, які спільно проживали, в 29,4 % сімей жінки проживали без чоловіків, 33,1 % не мали сімей. 31,6 % від загального числа сімей на момент перепису жили самостійно, при цьому 16,9 % склали самотні літні люди у віці 65 років та старше. Середній розмір домашнього господарства склав 2,38 особи, а середній розмір родини — 3,01 особи.
Населення містечка за віковим діапазоном за даними перепису 2000 року розподілилося таким чином: 24,1 % — жителі молодше 18 років, 10,5 % — між 18 і 24 роками, 24,7 % — від 25 до 44 років, 22,5 % — від 45 до 64 років і 18,2 % — у віці 65 років та старше. Середній вік мешканця склав 37 років. На кожні 100 жінок в Толетті припадало 90,6 чоловіків, у віці від 18 років та старше — 86,4 чоловіків також старше 18 років.
Середній дохід на одне домашнє господарство в містечкі склав 24 688 доларів США, а середній дохід на одну сім'ю — 31 250 доларів. При цьому чоловіки мали середній дохід в 19 063 долара США на рік проти 18 295 доларів середньорічного доходу у жінок. Дохід на душу населення в містечкі склав 10 589 доларів на рік. 11,7 % від всього числа сімей в окрузі і 18,5 % від усієї чисельності населення перебувало на момент перепису населення за межею бідності, при цьому 17,5 % з них були молодші 18 років і 40,0 % — у віці 65 років та старше.